# Алкантил
Алкантил (порт. Alcantil) — муниципалитет в Бразилии, входит в штат Параиба. Составная часть мезорегиона Борборема. Входит в экономико-статистический  микрорегион Карири-Ориентал. Население составляет 5475 человек на 2006 год. Занимает площадь 305,391 км². Плотность населения — 17,9 чел./км².

## История
Город основан 29 апреля 1994 года. 

## Статистика
- Валовой внутренний продукт на 2003 год составляет 13 106 563,00 реалов (данные: Бразильский институт географии и статистики).
- Валовой внутренний продукт на душу населения на 2003 год составляет 2502,21 реалов (данные: Бразильский институт географии и статистики).
- Индекс развития человеческого потенциала на 2000 год составляет 0,606 (данные: Программа развития ООН).